# Stazione di Heathrow Terminal 5
La stazione di Heathrow Terminal 5 è una stazione ferroviaria che serve il Terminal 5 dell'aeroporto intercontinentale di Londra-Heathrow, proprietario della fermata.
Questa stazione è servita dai servizi della metropolitana di Londra, nonché dei servizi ferroviari di Heathrow Express e dalla Linea Elizabeth.
A differenza delle altre stazioni della metropolitana nella zona dell'aeroporto, è gestita interamente dal personale dell'Heathrow Express. 

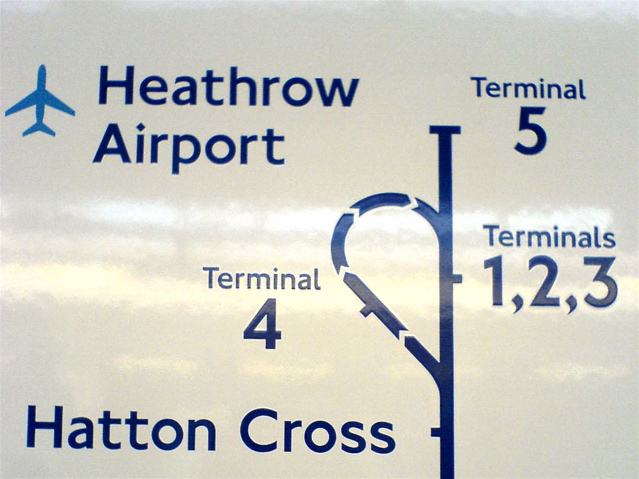
Parte della mappa della linea Piccadilly che mostra le stazioni a Heathrow e la disposizione dei tunnel.

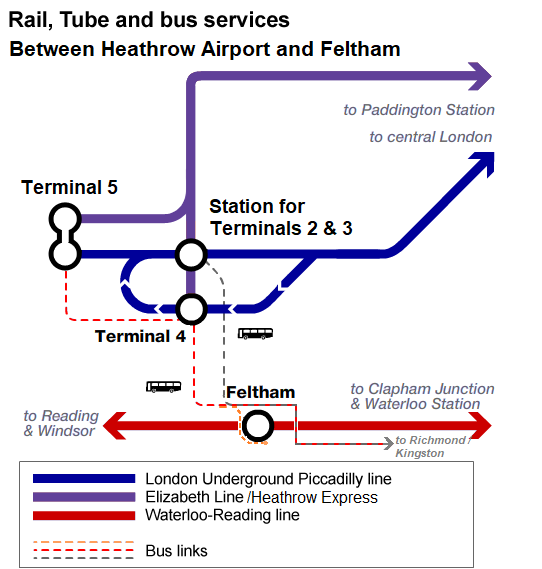
Mappa degli interscambi con le stazioni ferroviarie.

## Storia
La stazione fu aperta il 27 marzo 2008.
Fino al 2012, non era ammesso il trasferimento libero fra le 3 stazioni dell'aeroporto usando la metropolitana, a differenza di quanto avveniva per l'Heathrow Express. Nel gennaio 2012 fu introdotta la possibilità per i possessori di Oyster card di viaggiare gratuitamente fra i terminal usando la linea Piccadilly. Il trasferimento dal Terminal 5 al Terminal 4 richiede un cambio di treno a Hatton Cross (in quanto la linea è monodirezionale fra Hatton Cross e il Terminal 4); questo viaggio è gratuito anche se tecnicamente Hatton Cross non fa parte della zona di "free travel".
A partire dal 9 maggio 2020, in concomitanza con la chiusura di Heathrow Terminal 4 per via della Pandemia di COVID-19, la stazione di Heathrow Terminal 5 è stata servita anche dalla Linea Elizabeth, il nuovo nome ufficiale del progetto Crossrail, come Tfl Rail. Il servizio è diventato definitivo nel maggio 2022 con la nuova denominazione della linea. A partire dal 6 novembre 2022, il servizio della linea Elizabeth prosegue oltre Paddington, attraverso il centro di Londra, fino ad Abbey Wood.

### Sviluppi futuri
La Network Rail ha avanzato una proposta per un collegamento ferroviario verso Heathrow da ovest, tramite un breve tratto in galleria che si collegherebbe alla stazione del Terminal 5 da uno scambio poco a est della stazione di Langley. Questo permetterebbe ai treni della Great Western Main Line di raggiungere Heathrow direttamente da Slough e Reading, senza necessità di cambiare treno a Paddington. La proposta è attualmente allo stadio di progetto e non è ufficialmente confermata.
Oltre al collegamento di cui sopra, sono stati riservati anche ulteriori due collegamenti in direzione ovest verso la rete della National Rail, per una linea che si staccherebbe dalla ferrovia Waterloo-reading a ovest di Staines, per fornire servizi diretti per le stazioni di Waterloo, Reading, Woking, Guildford e Gatwick. Il progetto, inizialmente indicato come Heathrow Airtrack, è ora denominato Heathrow Southern Railway. Questa proposta al momento non è stata finanziata, per via degli alti costi necessari a rimpiazzare tre passaggi a livello, di cui uno in un'area fortemente urbanizzata. 

## Strutture e impianti
Heathrow Terminal 5 è una stazione di testa sotterranea e dispone di quattro binari tronchi in uso per il servizio viaggiatori, nonché lo spazio per l'aggiunta di eventuali due binari ulteriori; in particolare i binari 1 e 2 non sono utilizzati attualmente, il 3 e il 4 sono usati dal servizio Heathrow Express e dalla Elizabeth Line, mentre il 5 e il 6 dai treni della linea Piccadilly.
Sebbene sia una stazione sotterranea (Heathrow Terminal 5 è la stazione sotterranea più occidentale dell'intera rete metropolitana), parte del tetto è fatta di pannelli in ETFE trasparente che consente alla luce naturale di illuminare entrambe le estremità delle sei banchine.
La stazione si trova nella Travelcard Zone 6.

## Movimento
Heathrow Terminal 5 è un nodo ferroviario con servizi operati da Heathrow Express, London Underground (linea Piccadilly) e dalla linea Elizabeth.
Il servizio dell'Heathrow Express consta di 4 treni per ora, con una sola fermata fra Heathrow Terminal 5 e Paddington, alla stazione di Heathrow Terminals 2 & 3.
La stazione è raggiunta da metà dei treni che servono la diramazione di Heathrow della linea Piccadilly. I treni provenienti dal centro di Londra verso l'aeroporto si alternano in successione: un treno procede verso il Terminal 4 lungo il raccordo circolare e, passando dal Terminal 2 & 3, ritorna verso il centro di Londra; un treno procede direttamente, passando per il Terminal 2 & 3, verso il Terminal 5.
Il servizio della linea Elizabeth consta di 2 treni ogni ora per Abbey Wood via  Paddington. A partire dal maggio 2023 è previsto l'inizio del servizio per l'altro capolinea orientale della linea Elizabeth, la Stazione di Shenfield.

## Interscambi
Nelle vicinanze della stazione, effettuano fermata numerose linee di superficie urbane, gestite da London Buses, nonché da diverse linee extraurbane, operate da First Berkshire & The Thames Valley, National Express e Oxford Bus Company.
- Fermata autobus

## Galleria d'immagini

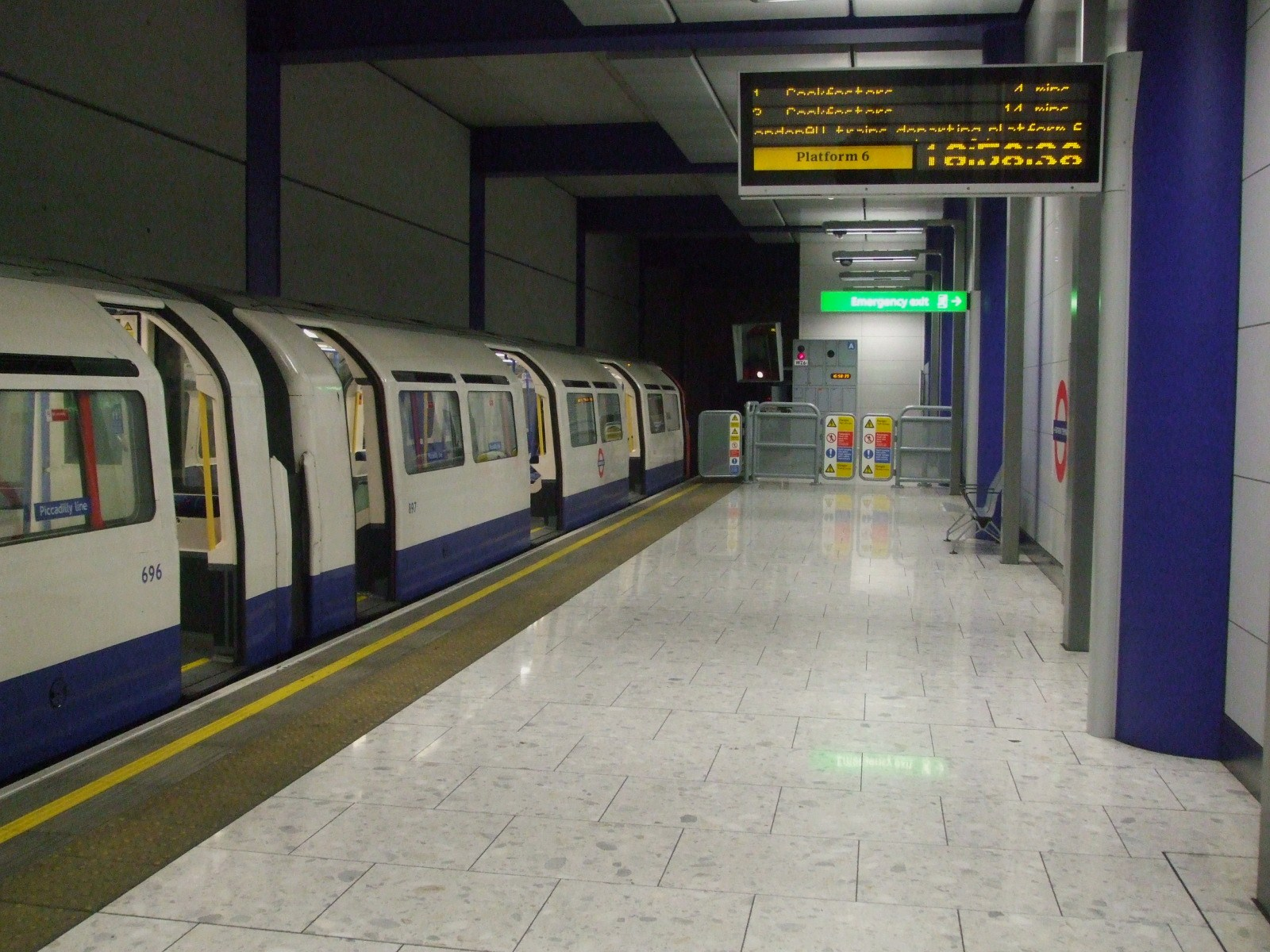
Piattaforma 6 della linea Piccadilly in direzione est
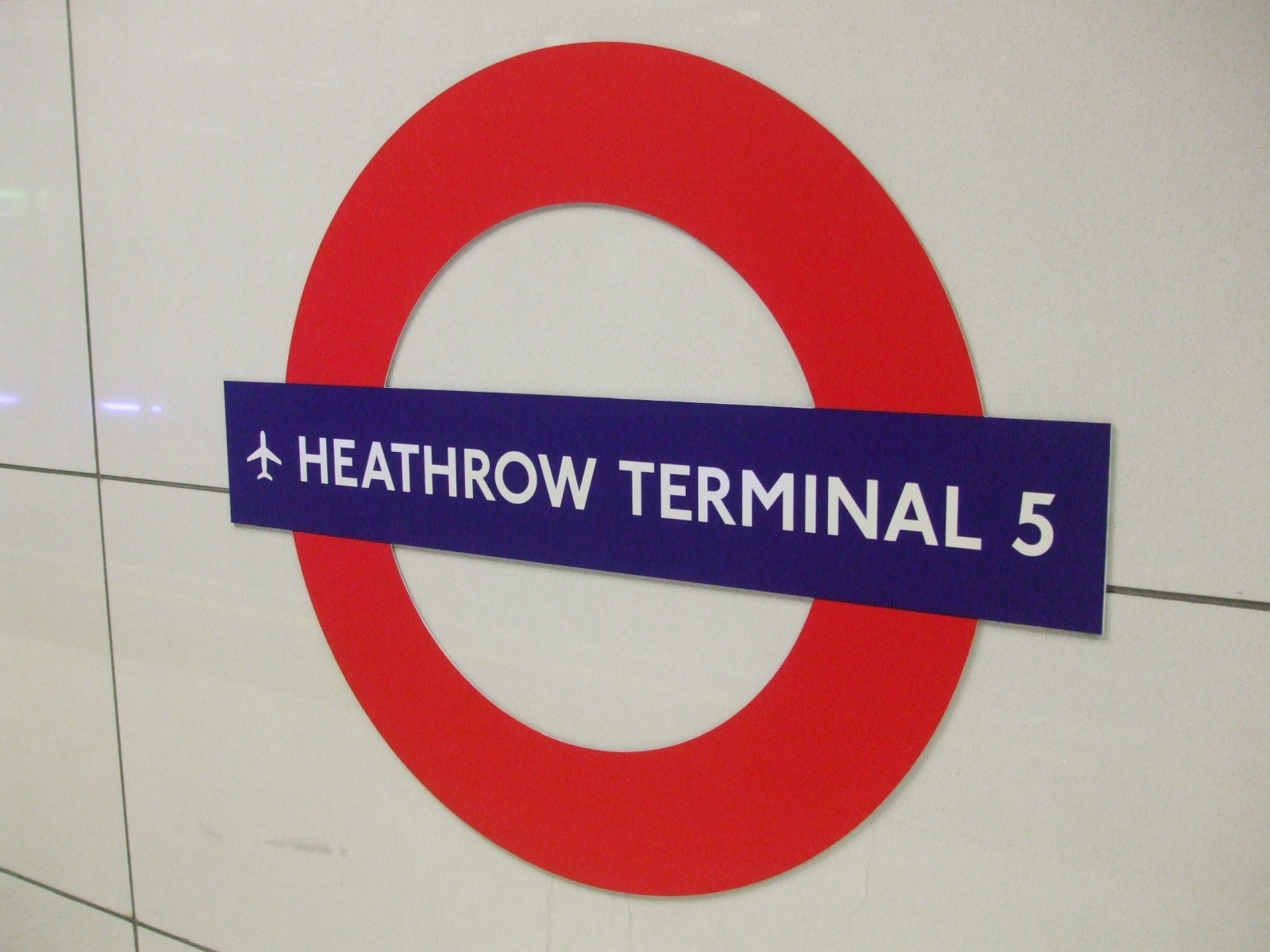
Roundel sulla piattaforma di Heathrow Terminal 5
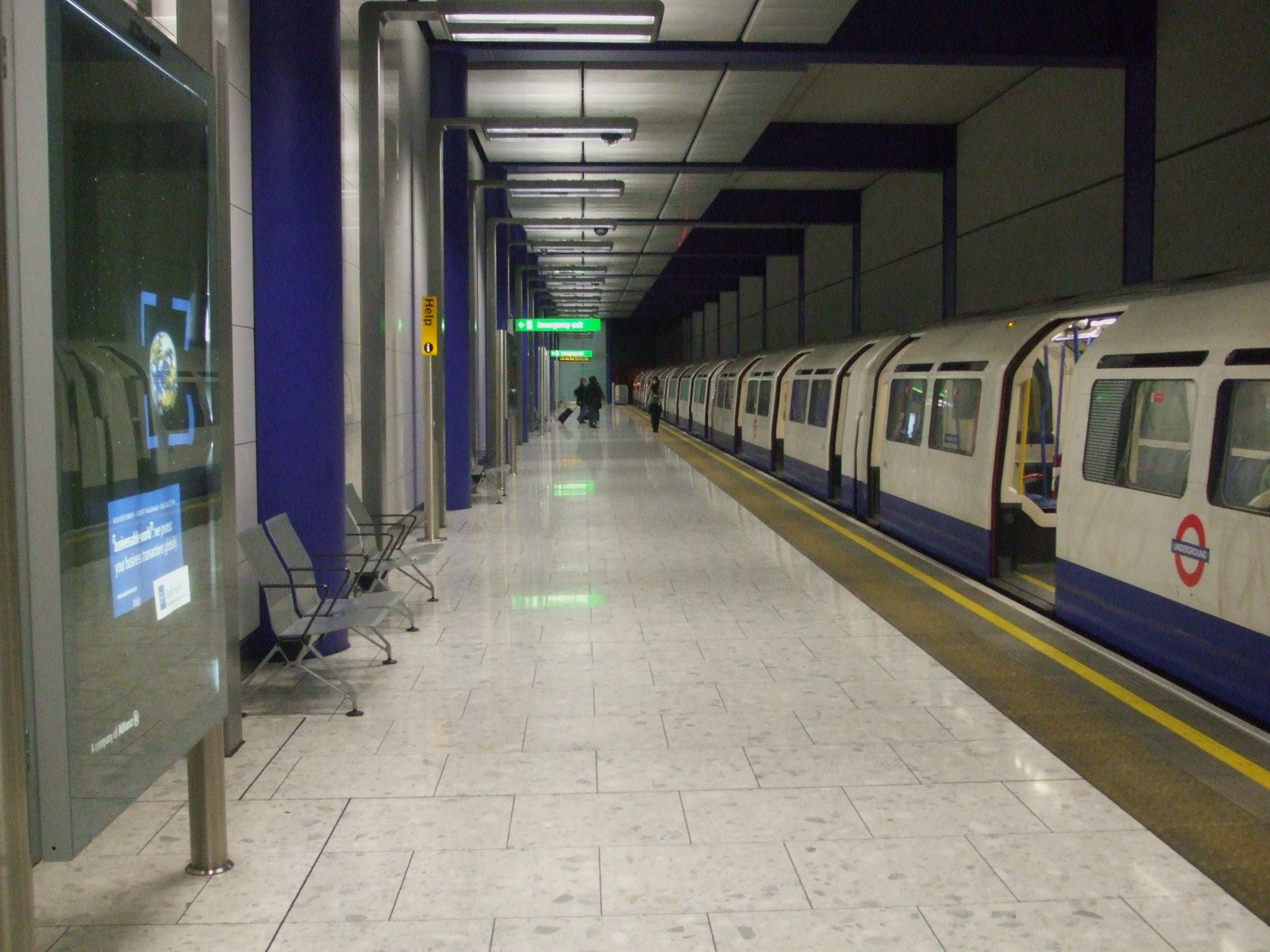
Piattaforma 6 della linea Piccadilly in direzione ovest